# Gastone de Murols
Gastone de Murols (Spagna, ... – 1172) fu Gran Maestro dell'Ordine di San Giovanni di Gerusalemme (Cavalieri Ospitalieri) dal 1170 al 1172.
La sua patria nativa era la Spagna. Dato il suo breve periodo di reggenza, Gastone de Murols non ebbe il tempo di organizzare particolari riforme rilevanti nell'Ordine dei Cavalieri Ospitalieri.

## Biografia
Gastone (Caste) de Murols proveniva da una famiglia originaria di Murols e quindi dell'Alvernia. Iniziò come economo dell'Ordine, carica che ricoprì al seguito di Géraud de Saint-André. Occupò l'incarico dal 1163 al 1167, carica che mantenne fino alla sua elezione a Gran Maestro.
Fu nominato da Gilberto d'Aissailly a succedergli nel 1170. La sua elezione fu riconosciuta solo da una parte dei cavalieri. I dissidenti si schierarono dalla parte dell'autorità di un certo Rostang, personaggio conosciuto solo con il suo sigillo, dividendo per la prima volta l'Ordine. Questa scissione fu di breve durata poiché la morte di Gastone avvenne appena due anni dopo.